# Liga Nacional de Fútbol de Fiyi 2022
La Liga Nacional de Fútbol de Fiyi 2022 fue la edición número 46 de la Liga Nacional de Fútbol de Fiyi. La temporada comenzó el 12 de febrero y terminó el 10 de septiembre.

## Formato
Ahora con 10 equipos participantes jugaron 18 partidos para cada uno. Al término de la temporada el campeón y subcampeón obtuvieron un boleto a la Liga de Campeones de la OFC 2023, mientras que el último de la tabla descendió a la Segunda División de Fiyi 2023.

## Equipos participantes
| Pos.   | Equipo               | Ciudad   | Estadio             | Capacidad |
| ------ | -------------------- | -------- | ------------------- | --------- |
| 1      | Lautoka FC           | Lautoka  | Churchill Park      | 18000     |
| 2      | Rewa FC              | Rewa     | Ratu Cakobau Park   | 12000     |
| 3      | Ba FC                | Ba       | Govind Park         | 13500     |
| 4      | Suva FC              | Suva     | National Stadium    | 10000     |
| 5      | Labasa FC            | Labasa   | Subrail Park        | 10000     |
| 6      | Nadi FC              | Nadi     | Prince Charles Park | 18000     |
| 7      | Navua FC             | Navua    | Thomson Park        | 1000      |
| 8      | Nadroga FC           | Sigatoka | Lawaqa Park         | 12000     |
| 1 (SD) | Tailevu Naitasiri FC | Nausori  | Ratu Cakobau Park   | 12000     |
| 2 (SD) | Nasinu FC            | Nasinu   | Nasinu Park         | 1000      |

### Ascensos y descensos
| Pos. | Ascendido de la Segunda División 2021 |
| ---- | ------------------------------------- |
| 1    | Tailevu Naitasiri FC                  |
| 2    | Nasinu FC                             |

| Pos. | Descendido de la Liga Nacional 2021 |
| ---- | ----------------------------------- |
| x    | No hubo                             |

## Tabla de posiciones
Actualizado el 11 de Septiembre 2022.
| Pos. | Equipo               | PJ | PG | PE | PP | GF | GC | DG  | Pts. | Clasificado a                    |
| ---- | -------------------- | -- | -- | -- | -- | -- | -- | --- | ---- | -------------------------------- |
| 1    | Rewa FC (C)          | 18 | 9  | 8  | 1  | 26 | 14 | +12 | 35   | Campeón y Liga de Campeones 2023 |
| 2    | Suva FC              | 18 | 10 | 5  | 3  | 31 | 20 | +11 | 35   | Liga de Campeones 2023           |
| 3    | Lautoka FC           | 18 | 9  | 5  | 4  | 38 | 25 | +13 | 32   |                                  |
| 4    | Nadi FC              | 18 | 9  | 5  | 4  | 30 | 20 | +10 | 32   |                                  |
| 5    | Ba FC                | 18 | 9  | 2  | 7  | 36 | 28 | +8  | 29   |                                  |
| 6    | Labasa FC            | 18 | 6  | 4  | 8  | 23 | 27 | -4  | 22   |                                  |
| 7    | Nadroga FC           | 18 | 6  | 3  | 9  | 20 | 31 | -11 | 21   |                                  |
| 8    | Navua FC             | 18 | 4  | 6  | 8  | 19 | 30 | -11 | 18   |                                  |
| 9    | Tailevu Naitasiri FC | 18 | 3  | 5  | 10 | 20 | 26 | -6  | 14   |                                  |
| 10   | Nasinu FC            | 18 | 2  | 3  | 13 | 13 | 34 | -21 | 9    | Segunda División de Fiyi 2023    |